# Elezioni parlamentari in Nagorno Karabakh del 1995
Le elezioni parlamentari in Nagorno Karabakh del 1995 si sono tenute il 30 aprile 1995 nella repubblica de facto del Nagorno Karabkh, dal 2017 al 2024 denominata repubblica di Artsakh.
A differenza di tutte le altre elezioni parlamentari in questo Stato, non venne rispettata la cadenza quinquennale ma la consultazione politica si tenne a meno di tre anni e mezzo dalla precedente del 1991 che fu la prima per la neonata repubblica.
La ragione di tale anticipo fu determinata dalla necessità di rimodellare l'assetto politico del Paese dopo la conclusione della prima guerra del Nagorno Karabakh.
La percentuale dei votanti fu del 73,9%.